# José Ramos-Horta
José Manuel Ramos-Horta (Dili; 26 de diciembre de 1949) es un político timorense oriental. Ha sido presidente de Timor Oriental desde 2022, habiendo ocupado anteriormente el cargo desde el 20 de mayo de 2007 hasta el 20 de mayo de 2012. Anteriormente fue ministro de Asuntos Exteriores de 2002 a 2006 y Primer ministro de 2006 a 2007. Fue galardonado con el Premio Nobel de la Paz en 1996, junto con Carlos Filipe Ximenes Belo, por trabajar «en favor de una solución justa y pacífica del conflicto de Timor Oriental».
Como fundador y antiguo miembro del Fretilin, Ramos-Horta actuó como portavoz en el exilio de la resistencia de Timor Oriental durante la ocupación indonesia de Timor Oriental (1975-1999). Aunque siguió colaborando con el Fretilin, dimitió del partido en 1988, convirtiéndose en político independiente.
El 26 de junio de 2006, tras la dimisión del primer ministro Mari Alkatiri, Ramos-Horta fue nombrado primer ministro en funciones por el presidente Xanana Gusmão. Dos semanas después, el 10 de julio de 2006, prestó juramento como segundo primer ministro de Timor Oriental. Fue elegido Presidente en 2007. El 11 de febrero de 2008, fue tiroteado durante un intento de asesinato.
Tras dejar el cargo de presidente en 2012, Ramos-Horta fue nombrado Representante Especial de las Naciones Unidas y Jefe de la Oficina Integrada de las Naciones Unidas para la Consolidación de la Paz en Guinea-Bissau (UNIOGBIS) el 2 de enero de 2013. Fue reelegido para la presidencia en 2022.

## Biografía
Ramos-Horta nació en 1949 en Dili, capital de Timor Oriental. Hijo de madre timorense y padre portugués. Tanto el padre (Francisco Horta) como el abuelo materno (Arsénio José Filipe) fueron deportados a Timor por las autoridades portuguesas. Se educó en una misión católica de la pequeña aldea de Soibada, elegida más tarde por el Fretilin como cuartel general tras la invasión indonesia. De sus once hermanos y hermanas, cuatro murieron a manos del ejército indonesio. Debido a su actividad política proindependentista, durante la época colonial estuvo exiliado por un año (1970-1971), en Mozambique.
Estudió Derecho Internacional en la Academia de Derecho Internacional de La Haya, en Holanda (1983) y en la Universidad de Antioch (Estados Unidos de América) donde completó el máster en Estudios de la Paz (1984), así como también una serie de cursos de posgrado sobre la temática del Derecho Internacional y de la Paz.
Es Senior Associate Member del St Antony's College de la Universidad de Oxford desde 1987 y habla cinco idiomas con fluidez: Portugués, inglés, francés, español y la lengua más hablada en Timor Oriental, el tetum.
Ramos-Horta está divorciado de Ana Pessoa Pinto, Ministra de Estado y Administración Interna de Timor Oriental, con quien tiene un hijo, Loro Horta, nacido en el exilio en Mozambique.

## Trayectoria política
Considerado un moderado, ocupó el cargo de ministro de Relaciones Exteriores en el gobierno autoproclamado el 28 de noviembre de 1975, con solo 25 años de edad. Dejó Timor Oriental apenas tres días antes de la invasión indonesa, con motivo de un viaje a Nueva York para darle a conocer a las Naciones Unidas el caso timorense. Fue ahí donde expuso la violencia perpetrada por Indonesia en la ocupación del territorio, convirtiéndose en el representante permanente del Fretilin en la ONU en los años siguientes.
En 1993 se concedió el Premio Rafto al pueblo de Timor Oriental. Ramos-Horta, ministro de Asuntos Exteriores en el exilio, representó a su país en la ceremonia de entrega del premio. En mayo de 1994, el presidente de Filipinas, Fidel Ramos (sin parentesco con él), cediendo a las presiones de Yakarta, intentó prohibir la celebración en Manila de una conferencia internacional sobre Timor Oriental y puso a Ramos-Horta en la lista negra; el gobierno tailandés hizo lo mismo ese mismo año, declarándole persona non grata.
En diciembre de 1996, Ramos-Horta compartió el Premio Nobel de la Paz con el obispo timorense Carlos Felipe Ximenes Belo. El Comité Nobel decidió honrar a los dos galardonados por sus «sostenidos esfuerzos para impedir la opresión de un pequeño pueblo», con la esperanza de que «este premio estimule los esfuerzos para encontrar una solución diplomática al conflicto de Timor Oriental basada en el derecho del pueblo a la autodeterminación». En The InnerView, Ramos-Horta reveló que utiliza el Premio Nobel de la Paz como vehículo para defender a su país, así como a los palestinos y al pueblo de Myanmar.
El Comité consideró a Ramos-Horta «el principal portavoz internacional de la causa de Timor Oriental desde 1975».
Tras el derrocamiento de Suharto y con la presión de la ONU el 30 de agosto de 1999 se celebra un referéndum en el que el 78,5 % de los timorenses escoge la independencia, lo que permitió el regreso a Timor Oriental de Ramos-Horta después de 24 años de exilio.
Ramos-Horta desempeñó un papel destacado en la negociación de las bases institucionales de la independencia. Encabezó la delegación timorense en un importante seminario conjunto con la UNTAET, celebrado el 1 de marzo de 2000, para definir una nueva estrategia e identificar las necesidades institucionales. El resultado fue un plan acordado para una administración conjunta con poderes ejecutivos, incluidos los dirigentes del Congreso Nacional para la Reconstrucción de Timor (CNRT). En una conferencia celebrada en mayo de 2000 se concretaron más detalles. El Representante Especial del Secretario General de la ONU en Timor Oriental, Sérgio Vieira de Mello, presentó el nuevo proyecto a una conferencia de donantes celebrada en Lisboa el 22 de junio de 2000 y al Consejo de Seguridad de la ONU el 27 de junio de 2000. El 12 de julio de 2000, el CNRT adoptó un reglamento por el que se establecía un Gabinete de Transición compuesto por cuatro representantes de Timor Oriental y cuatro de la UNTAET. La renovada administración conjunta sentó con éxito las bases institucionales para la independencia y, el 27 de septiembre de 2002, Timor Oriental ingresó en las Naciones Unidas. Ramos-Horta fue su primer ministro de Asuntos Exteriores.
En 14 de abril de 2002, los timorenses fueron nuevamente a las urnas para escoger al nuevo líder del país. Las elecciones consagraron a Xanana Gusmão como nuevo presidente timorense y el 20 de mayo de 2002, Timor Oriental alcanzó su independencia total. Ramos-Horta, candidato independiente, renovó como ministro de Relaciones Exteriores en el Gobierno del primer ministro Mari Alkatiri. En 2003, José Ramos-Horta apoyó la invasión a Irak por las tropas estadounidenses, criticando el régimen dictatorial de Saddam Hussein y a la organización Al Qaeda, recordando que Osama bin Laden, autoproclamado defensor del islamismo, había justificado el ataque terrorista de Bali, Indonesia (el país con mayor número de musulmanes del planeta). El 10 de julio de 2006 el entonces presidente Xanana Gusmão lo nombra primer ministro como salida a la crisis violenta que vivía el país tras el despido de 600 militares por parte del dimitido primer ministro Mari Alkatiri.

### Primer ministro (2006-2007)
El 3 de junio de 2006, Ramos-Horta añadió el cargo de ministro Interino de Defensa a su cartera de ministro de Asuntos Exteriores, tras la dimisión del anterior ministro. Dimitió como ministro de Asuntos Exteriores y de Defensa el 25 de junio de 2006, anunciando: «No deseo que se me asocie con el gobierno actual ni con ningún gobierno en el que participe Alkatiri». El primer ministro Alkatiri había estado sometido a presiones para que dimitiera de su cargo en sustitución del Presidente Xanana Gusmão, pero en una reunión celebrada el 25 de junio, los líderes del partido Fretilin acordaron mantener a Alkatiri como primer ministro; Ramos-Horta dimitió inmediatamente después de esta decisión. El ministro de Asuntos Exteriores de Australia, Alexander Downer, expresó su decepción personal por la dimisión de Ramos-Horta. Tras la dimisión de Alkatiri el 26 de junio, Ramos-Horta retiró su dimisión para disputar el cargo de primer ministro y ocupó el puesto de forma temporal hasta que se nombrara a un sucesor de Alkatiri. El 8 de julio de 2006, el propio Ramos-Horta fue nombrado primer ministro por el presidente Gusmão y prestó juramento el 10 de julio.
Antes de su nombramiento como primer ministro, Ramos-Horta fue considerado posible candidato a suceder a Kofi Annan como Secretario General de las Naciones Unidas. Abandonó la carrera para ejercer como primer ministro de Timor Oriental, pero ha indicado que podría presentarse al puesto de la ONU en algún momento en el futuro: «Puedo esperar cinco años si realmente me interesa el puesto en 2012. Me interesaría".

### Primera elección a la presidencia (2007)
En una entrevista con Al Jazeera emitida el 22 de febrero de 2007, Ramos-Horta afirmó que se presentaría a las elecciones presidenciales de abril de 2007. El 25 de febrero de 2007, Ramos-Horta anunció formalmente su candidatura. Recibió el apoyo de Gusmão, que no se presentaba a la reelección. En una entrevista concedida a Global South Development Magazine, Ramos-Horta reveló que Mahatma Gandhi era su mayor héroe.
En la primera vuelta de las elecciones, celebrada el 9 de abril, Ramos-Horta quedó en segundo lugar con el 21,81 % de los votos; él y el candidato del Fretilin, Francisco Guterres, que quedó en primer lugar, participaron en la segunda vuelta de las elecciones en mayo. Los resultados completos de la segunda vuelta fueron hechos públicos por la portavoz del Comité Electoral Nacional de Timor Oriental, Maria Angelina Sarmento, el 11 de mayo, y Ramos-Horta ganó con el 69,18 % de los votos.
Tomó posesión el 20 de mayo. El día anterior había dimitido como primer ministro y le sucedió Estanislau da Silva. Su gobierno ha estado marcado por las continuas crisis debidas a la rivalidad entre el FRETILIN de Alkatiri, mayoritario en el parlamento timorense y el CNRT de Gusmão, que a pesar de estar en minoría fue nombrado primer ministro por designación directa de Ramos-Horta.

#### Intento de asesinato
En la noche del 10 al 11 de febrero de 2008, soldados rebeldes al gobierno atacaron la casa del presidente Ramos-Horta, que resultó herido en el estómago y la espalda durante el tiroteo. En el tiroteo, uno de sus guardias resultó herido y dos soldados rebeldes, entre ellos el líder rebelde Alfredo Reinado, murieron. Ramos-Horta fue tratado en un hospital de las Fuerzas de Defensa Australianas en Dili, operado por Aspen Medical, antes de ser trasladado al Royal Darwin Hospital de Australia a bordo de una ambulancia aérea de Aspen Medical para recibir tratamiento adicional. Los médicos pensaron que había recibido dos o tres disparos, siendo la lesión más grave la del pulmón derecho. Su estado se calificó de crítico pero estable. Se le sometió a un coma inducido con respiración asistida y recuperó la consciencia el 21 de febrero El 12 de marzo se emitió un mensaje de Ramos-Horta, que seguía recuperándose en Darwin. En él daba las gracias a sus seguidores y a Australia y afirmaba que «le habían cuidado muy bien». Un portavoz afirmó que su estado estaba mejorando y que había empezado a dar pequeños paseos diarios para hacer ejercicio.
Ramos-Horta fue dado de alta del Hospital Real de Darwin el 19 de marzo, aunque declaró que permanecería en Australia para recibir fisioterapia durante «algunas semanas más». También declaró en esa ocasión que había permanecido consciente tras el tiroteo y que «recordaba todos los detalles», describiendo cómo fue trasladado para recibir tratamiento. El 17 de abril regresó a Dili desde Darwin. Durante su convalecencia expresó a Fernando Lasama de Araújo, presidente interino, su preocupación por la inestabilidad y agitación que se vive en el país. El 17 de abril, Ramos-Horta regresó a Dili donde dio una conferencia de prensa en la cual instó a los rebeldes restantes a entregarse.

### Candidatura presidencial 2012
Durante la primera vuelta de las elecciones presidenciales de 2012, celebrada el 17 de marzo, Ramos-Horta, que podía optar a un segundo y último mandato como presidente, quedó en tercer lugar con el 19,43 % de los votos, por detrás de los candidatos presidenciales Francisco Guterres, con el 27,28 %, y Taur Matan Ruak, con el 24,17 % de los votos. Admitió su derrota, y su mandato como presidente finalizó el 19 de mayo, con la toma de posesión de Taur Matan Ruak como su sucesor.

### Segunda elección presidencial (2022)
Ramos-Horta salió de su retiro al afirmar que el presidente en funciones, Francisco «Lu-Olo» Guterres, había violado la Constitución. Afirmó que, si ganaba las elecciones presidenciales, disolvería el Parlamento y convocaría nuevas elecciones. Su campaña contó con el apoyo de Xanana Gusmão, apodado el «hacedor de reyes de Timor Oriental». Ramos-Horta se presentó con una plataforma de reducción de la pobreza, aumento de los servicios sanitarios para madres y niños y mayor creación de empleo. También declaró que quería intentar mejorar la comunicación entre los partidos políticos gobernantes con el fin de aumentar la estabilidad. Además, manifestó su intención de trabajar con el Gobierno para abordar los problemas de la cadena de suministro derivados de la pandemia del COVID-19 y la invasión rusa de Ucrania. La segunda vuelta fue entre Ramos-Horta y el actual presidente, Francisco Guterres. En la segunda vuelta, Ramos-Horta recibió el 62,10 % de los votos y derrotó de forma aplastante a Guterres, que obtuvo el 37,90 % de los sufragios. En un mitin ante sus partidarios, Ramos-Horta proclamó: «He recibido este mandato de nuestro pueblo, de la nación, en una demostración abrumadora del compromiso de nuestro pueblo con la democracia". Añadió que no había hablado personalmente con Guterres tras la victoria, pero que había recibido una invitación de la oficina de Guterres para hablar de un traspaso de poderes tras las elecciones.
El Departamento de Estado de Estados Unidos felicitó a Ramos-Horta por su elección como próximo presidente de Timor Oriental y expresó su deseo de reforzar la asociación entre Estados Unidos y Timor Oriental. En un comunicado, el Departamento elogió las elecciones y declaró: «Elogiamos a las autoridades timorenses, incluida la Secretaría Técnica de Administración Electoral y la Comisión Electoral Nacional, por la administración de unas elecciones libres, justas y transparentes, así como a los cientos de miles de votantes timorenses que emitieron su voto pacíficamente. Las elecciones de Timor Oriental sirven de inspiración para la democracia en el Sudeste Asiático, la región Indo-Pacífica y el mundo. Este logro representa otro hito en el tremendo trabajo de Timor Oriental para construir y fortalecer su robusta y vibrante democracia a lo largo de sus casi 20 años de historia como nación independiente". Su victoria también fue felicitada por el presidente de Portugal, Marcelo Rebelo de Sousa, que le dio “la más calurosa enhorabuena por la elección como Presidente de la República de Timor Oriental”.
En abril de 2022 ganó con un 62 % de los votos las elecciones presidenciales con lo que se convirtió en el primer presidente en repetir el cargo. Ante la grave crisis política que tenía virtualmente paralizada la acción de gobierno, sin presupuestos desde 2020, se comprometió a impulsar el diálogo.
Ramos-Horta juró su cargo como Presidente de Timor Oriental en un traspaso de poderes pacífico el 20 de mayo de 2022, fecha del 20.º aniversario de la independencia de Timor Oriental.

## Otras actividades
Tras el golpe de Estado de 2012 en Guinea-Bissau, se ofreció a mediar en el conflicto. También fue enviado especial de la ONU al país.
Es autor del libro Palabras de esperanza en tiempos revueltos.
Desde 2000, Ramos-Horta es Presidente del Consejo Asesor de TheCommunity.com, una web por la paz y los derechos humanos. En 2001 reunió en la web las declaraciones posteriores al 11-S de 28 Premios Nobel de la Paz, y ha encabezado otras iniciativas de paz con sus compañeros Premios Nobel.
Ramos-Horta apoyó la invasión y ocupación estadounidense de Irak y tachó de «hipócrita» el tono antiestadounidense de sus detractores. En la década de 1990 había apoyado la causa del pueblo kurdo en Irak.
En mayo de 2009, Ramos-Horta declaró que pediría a la Corte Penal Internacional que investigara a la junta gobernante de Myanmar si seguía deteniendo a la también Premio Nobel Aung San Suu Kyi. Ramos-Horta sugirió que la incapacidad de Suu Kyi para expresar su frustración por el trato a los musulmanes rohingya se debía a que carecía de poder político para efectuar cambios.
Sin embargo, en agosto de 2010, había suavizado sus opiniones sobre Myanmar, recibiendo calurosamente al ministro de Asuntos Exteriores de Myanmar, Nyan Win, y dijo que quería mejorar las relaciones y buscar fuertes lazos comerciales con Myanmar.
En 2006, Ramos-Horta prometió su apoyo a la Política Simultánea Internacional (SIMPOL), que pretende acabar con el bloqueo habitual a la hora de abordar cuestiones globales.
El 5 de agosto de 2009, asistió al funeral de la ex presidenta de Filipinas Corazón Aquino. Fue el único jefe de Estado extranjero que asistió. El 30 de junio de 2010, asistió a la toma de posesión de Benigno S. Aquino III, 15.º presidente de Filipinas. Fue, de nuevo, el único jefe de Estado que asistió a la toma de posesión y el primer dignatario en llegar a Filipinas para la toma de posesión.
Ramos-Horta es Miembro de la Global Leadership Foundation, una organización que trabaja para apoyar el liderazgo democrático, prevenir y resolver conflictos a través de la mediación y promover la buena gobernanza en forma de instituciones democráticas, mercados abiertos, derechos humanos y Estado de Derecho. Para ello, pone a disposición de los líderes nacionales de hoy, de forma discreta y confidencial, la experiencia de antiguos dirigentes. Se trata de una organización sin ánimo de lucro compuesta por antiguos jefes de Gobierno y altos funcionarios gubernamentales y de organizaciones internacionales que colaboran estrechamente con los jefes de Gobierno en cuestiones relacionadas con la gobernanza que les preocupan.
En agosto de 2017, diez premios Nobel de la Paz, entre ellos Ramos-Horta, instaron a Arabia Saudí a detener las ejecuciones de 14 jóvenes por participar en las protestas saudíes de 2011-12.
También es presentador de televisión del Horta Show en Radio-Televisão Timor Leste.
En 2021 Ramos-Horta se unió al comité de jueces del Premio Zayed a la Fraternidad Humana, un galardón anual instituido «para promover los valores de la fraternidad humana en todo el mundo y cumplir las aspiraciones del Documento sobre la Fraternidad Humana, firmado conjuntamente por Su Santidad el Papa Francisco y Su Eminencia el Gran Imán de Al-Azhar Profesor Ahmed Al-Tayeb en 2019». La primera reunión del comité se celebró en el Vaticano con el Papa Francisco el 6 de octubre de 2021.